# Saint-Père-sur-Loire
Saint-Père-sur-Loire é uma comuna francesa na região administrativa do Centro, no departamento Loiret. Estende-se por uma área de 10,64 km². Em 2010 a comuna tinha 1 056 habitantes (densidade: 99,2 hab./km²).